# Hamrun Spartans Football Club
Ħamrun Spartans F.C. é uma equipe maltesa de futebol com sede em Ħamrun. Disputa a primeira divisão de Malta (Campeonato Maltês de Futebol).
Seus jogos são mandados no Victor Tedesco Stadium, que possui capacidade para 2.000 espectadores.

## História
O Ħamrun Spartans F.C. foi fundado em 1907.  

## Títulos
Campeonato Maltês de Futebol: 1913/14; 1917/18; 1946/47; 1982/83; 1986/87; 1987/88; 1990/91; 2020/21; 2022/23; 2023/24; 2024/25
Copa Maltesa de Futebol: 1982/83; 1983/84; 1986/87; 1987/88; 1988/89 e 1991/92    
Supercopa Maltesa: 1987; 1988; 1989; 1991 e 1992         